# Krizosztom
A Krizosztom a görög eredetű latinosított Chrysostomus névből ered, a jelentése aranyszájú. Aranyszájú Szent János nevének jelzőjéből vált keresztnévvé.

## Gyakorisága
Az 1990-es években szórványos név, a 2000-es években nem szerepel a 100 leggyakoribb férfinév között.

## Névnapok
- január 27.[2]
- szeptember 13.[2]

## Híres Krizosztomok
„Krizosztom” utónevű személyek szócikkeinek listája a Wikidata alapján